# Liste der 999 Frauen des Heritage Floor/Elisabeth I.
Diese Liste beschreibt das Gedeck für Elisabeth I. auf dem Tisch der Kunstinstallation The Dinner Party von Judy Chicago. Sie ist Teil der Liste der 999 Frauen des Heritage Floor, die den jeweiligen Gedecken auf dem Tisch zugeordnet sind. Die Namen der 999 Frauen befinden sich auf den Kacheln des Heritage Floor, der unterhalb des Tisches angeordnet, zur Kunstinstallation gehört.

## Beschreibung
Die Installation besteht aus einem dreiseitigen Tisch, an dem jeweils 13 historische oder mythologische Persönlichkeiten, somit insgesamt 39 Personen, von der Urgeschichte bis zur Frauenrechtsbewegung Platz finden. Diesen Personen wurde am Tisch jeweils ein Gedeck bestehend aus einem individuell gestalteten Tischläufer, einem individuell gestalteten Teller sowie einem Kelch, Messer, Gabel, Löffel und einer Serviette zugeordnet. Die erste Seite des Tisches widmet sich der Urgeschichte bis zur Römischen Kaiserzeit, die zweite der Christianisierung bis zur Reformation und die dritte von der Amerikanischen Revolution bis zur Frauenbewegung. Jedem Gedeck auf dem Tisch sind weitere Persönlichkeiten zugeordnet, die auf den Fliesen des Heritage Floor, der den Raum unter dem Tisch und die Mitte des Raumes zwischen den Seite des Tisches einnimmt, einen Eintrag erhalten haben. Diese Liste erfasst die Persönlichkeiten, die dem Gedeck von Elisabeth I. zugeordnet sind. Ihr Platz befindet sich an der zweiten Tischseite.

### Hinweise
Zusätzlich zu den Namen wie sie in der deutschen Transkription oder im wissenschaftlichen Sprachgebrauch benutzt werden, wird in der Liste die Schreibweise aufgeführt, die von Judy Chicago auf den Kacheln gewählt wurde.
Die Angaben zu den Frauen, die noch keinen Artikel in der deutschsprachigen Wikipedia haben, sind durch die unter Bemerkungen angeführten Einzelnachweise referenziert. Sollten einzelne Angaben in der Tabelle nicht über die Hauptartikel referenziert sein, so sind an der entsprechenden Stelle zusätzliche Einzelnachweise angegeben. Bei Abweichungen zwischen belegten Angaben in Wikipedia-Artikeln und den Beschreibungen des Kunstwerks auf der Seite des Brooklyn Museums wird darauf zusätzlich unter Bemerkungen hingewiesen.

### Gedeck für Elisabeth I.

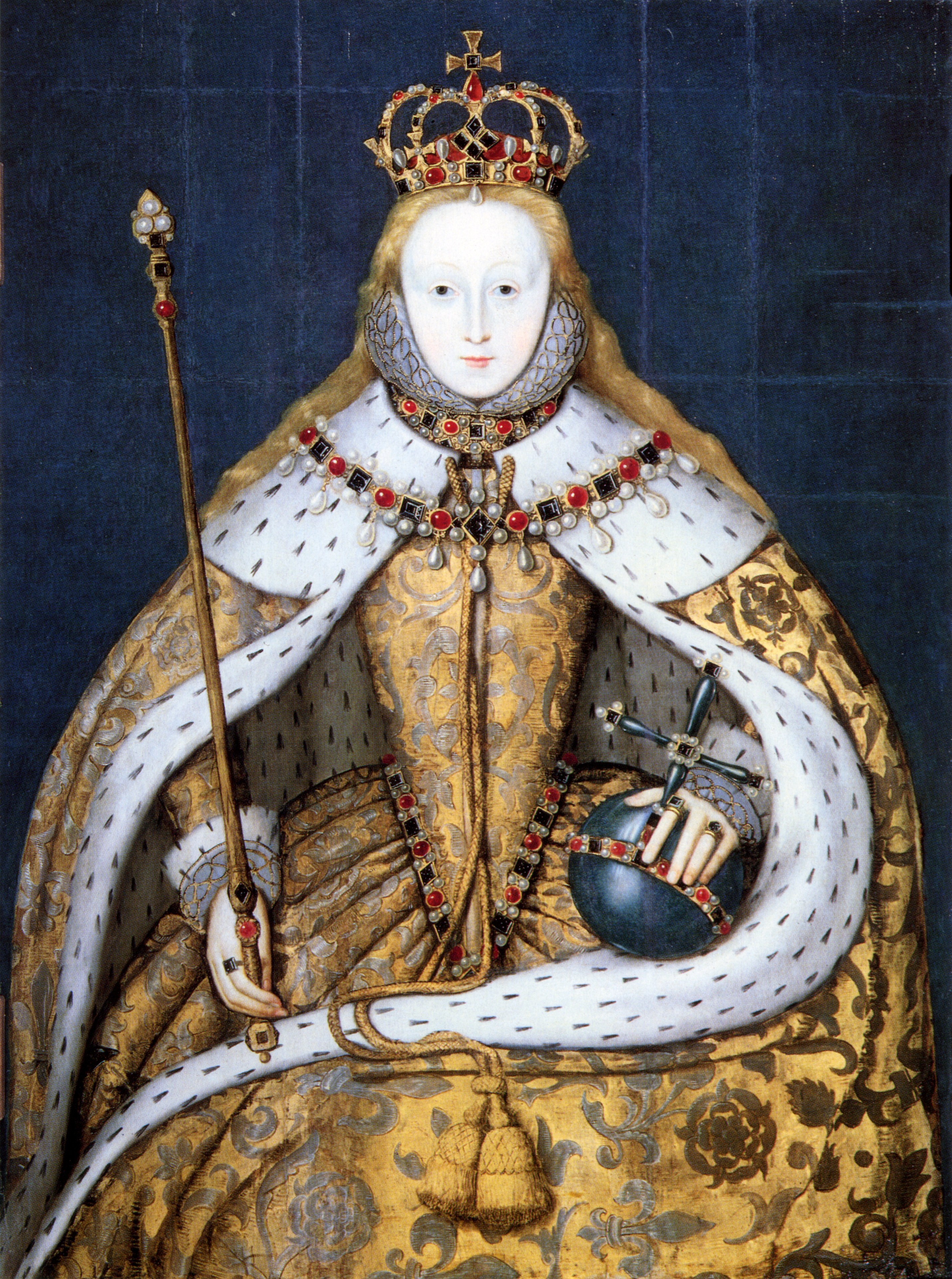
Königin Elizabeth I. von England in ihren Krönungsgewändern

Elisabeth I. wurde am 7. September 1533 in London geboren. Ihr Vater war Heinrich VIII., ihre Mutter Anne Boleyn, zweite Ehefrau Heinrichs, die später enthauptet wurde. Elisabeth bestieg am 17. November 1558 den Thron und war bis an ihr Lebensende Königin von England. In ihrer Regierungszeit, auch das Elisabethanische Zeitalter genannt, blühte England auf. Dies zeigte sich in der Kunst, durch die Werke von Dramatikern wie William Shakespeare, Christopher Marlowe oder Ben Jonson, Lyrik mit Sonetten und Liedgedichten. Die moderne Wissenschaft wurde mit Francis Bacon begründet und die Welt von Francis Drake erstmals komplett umsegelt. Nach der Umgestaltung Englands zu einer Seemacht und der Gründung der ersten englischen Kolonie in Amerika in dieser Zeit wurde auch die Wirtschaft, die zuvor am Boden lag, beflügelt. Auch löste sie die Glaubenskonflikte, sie stärkte die Anglikanische Kirche, drängte den Katholizismus zurück und bestimmte den Herrscher Englands auch zum Oberhaupt der Kirche.
Elisabeth zeichnete sich durch eine umfassende Bildung aus, sie sprach Italienisch und Französisch perfekt, auch Spanisch beherrschte sie, Latein sprach sie fließend und Griechisch befriedigend. Sie galt als Meisterin der Rhetorik und spielte das Clavecin. Sie galt als lebhafte Prinzessin und wird beschrieben mit rotblondem Haar, braunen Augen und fahler Haut. Ihre Regierungszeit galt als sehr erfolgreich, jedoch heiratete sie nie und hatte auch keine Kinder. Nach ihrem Tod am 24. März 1603 im Alter von 69 Jahren in Richmond, wurde Jakob von Schottland, Sohn ihrer Cousine Maria Stuart, König von England und vereinigte dadurch die Königreiche Schottland und England.
Das Gedeck auf der Dinner Tafel für Königin Elisabeth soll auf die Bedeutung von Elisabeth als große Persönlichkeit der Geschichte hinweisen, mit grenzenloser Unabhängigkeit und extravagantem Geschmack. Sie ist angelehnt an die Porträts von Elisabeth, die diese beauftragte und sie in prächtigen Kleidern zeigen. Königliche tiefe Blautöne, Purpur- und Rottöne, die auch auf den Porträts zu sehen sind, dominieren die farbliche Gestaltung des Gedeckes, sie verdeutlichen auch den Wohlstand, den England während ihrer Regierungszeit genoss und erinnern an die Opulenz, die mit der Monarchie verbunden ist. Als Anlehnung an die hohen Kragen, die zur Zeit von Elisabeth in Mode waren, wurde der Teller mit einer gestickten Stoffkrause umgeben. Der Teller selbst ist mit einer Schmetterlingsvulva in Purpur gestaltet, deren vier Elemente sich nach außen ranken. Der Tischläufer ist mit Blumenmustern und schwebenden Federn luftig gestaltet. Diese sind in der aufwendigen Nähtechnik der Schwarzarbeit genäht. Dabei werden die Konturen mit geometrischen Mustern durchsetzt. Diese Form der Stickerei war zur Regierungszeit von Elisabeth sehr beliebt. Eine Feder ist auch im Initial-Buchstaben „E“ eingearbeitet, eine weitere ziert den nachgestellten Buchstaben „R“ in ihrem Namen auf der Vorderseite des Läufers. Dies in Anlehnung an die Unterschrift Elisabeths, die als „Elizabeth R.“ unterschrieb, das „R“ für Regina, lateinisch für Königin. Der Schriftzug der Stickerei ist analog zur Handschrift von Elisabeth gehalten.
| Name                                       | Schreibweise auf der Kachel | Geburtsdatum   | kulturräumliche Zuordnung   | Bemerkungen | Bild |
| ------------------------------------------ | --------------------------- | -------------- | --------------------------- | --- | ---- |
| Anna von Dänemark                          | Anna Sophia                 | 1532           | Kurfürstentum Sachsen       | Bekannt als „Mutter Anna“ betrieb sie Landwirtschaft im Zwingergarten Dresdens, beschäftigte sich mit Medizin und Pharmazie. Sie erfand ein berühmtes Magenpflaster, legte 1581 die Dresdner Hofapotheke an, erfand Augenwasser, Gegengifte und brannte Aquavit. In dem nach ihr benannten Annaburg ließ sie zwei Labore einrichten und stellte ein „Kunstbuch“ mit Rezepten zusammen. |      |
| Anne Cooke Bacon                           | Anne Bacon                  | 1527 oder 1528 | England                     | Autorin sowie die Mutter von Anthony und Francis Bacon. Durch ihre Übersetzungen kirchlicher Schriften war sie unter den Theologen und Literaten ihrer Zeit europaweit bekannt. |      |
| Bess of Hardwick                           | Elizabeth Talbot            | 1527           | England                     | Adlige, die durch drei Ehen Reichtum ansammelte und damit im großen Stil baute, insbesondere Hardwick Hall und Chatsworth House. |      |
| Catherine Tishem                           | Catharine Fisher            | 16. Jh.        | England                     | Holländerin, die im 16. Jahrhundert nach England floh, um der religiösen Verfolgung zu entgehen. Venator zufolge war Tishem eine bemerkenswert gebildete Frau, die fließend Latein, Griechisch, Französisch, Italienisch und Englisch beherrschte. Sie überwachte die Erziehung ihres Sohnes, der ein berühmter klassischer Gelehrter wurde.                                           |      |
| Christina                                  | Christina of Sweden         | 1626           | Schweden                    | 1644 übernahm Christina als Achtzehnjährige die Regierungsgewalt, war von 1632 bis 1654 Königin von Schweden. |      |
| Elisabeth                                  | Elizabeth Petrovna          | 1709           | Russisches Kaiserreich      | Kaiserin von Russland. Unter Elisabeths Herrschaft wurde die Todesstrafe faktisch ausgesetzt. Sie förderte die Barockkünste und die Wissenschaft, betrieb aber auch Günstlingswirtschaft. Während ihrer Herrschaft kämpfte Russland erfolgreich im Siebenjährigen Krieg. |      |
| Elisabeth Johanna von Weston               | Jane Weston                 | 1582           | England, Böhmen             | Naturforscherin und Dichterin des Späthumanismus. |      |
| Elizabeth Russell, Baroness Russell        | Elizabeth Hoby              | 1528           | England                     | Einflussreiches Mitglied des Hofes von Königin Elisabeth I. und zu ihrer Zeit bekannt für ihre raffinierte Poesie sowie ihr musikalisches Talent. |      |
| Elizabeth Danvers                          | Elizabeth Danviers          | 1545/1550      | England                     | Englische Adlige. |      |
| Elizabeth Lucar                            | Elizabeth Lucar             | 1510           | England                     | Kalligraphin. Autorin des Curious Calligraphy (1525), der ersten englischen Abhandlung über Kalligraphie. Sie sprach fließend Latein, Spanisch und Italienisch und war eine versierte Musikerin und Nadelarbeiterin. |      |
| Georgiana Cavendish, Duchess of Devonshire | Georgiana Cavendish         | 1757           | England                     | Adlige, die zu den einflussreichsten Frauen ihrer Zeit zählte. |      |
| Grace O’Malley                             | Grace O'Malley              | 1530           | Irland                      | Betrieb ein von ihrem Vater geerbtes Schifffahrts- und Handelsgeschäft; manchmal als Piratin aktiv. |      |
| Gracia Nasi                                | Gracia Mendesa              | 1510           | Sephardim                   | Ihr christlicher Taufname lautete: Beatrice de Luna Miques. Sie war eine sephardische Frau der Renaissance, leitete die Bank „House of Mendes/Nasi“, war Diplomatin und Philanthropin, und als solche gilt sie als eine Retterin ihres Volkes. |      |
| Hedwig von Anjou                           | Jadwiga                     | 1373           | Königreich Polen            | „König“ von Polen aus eigenem Recht. |      |
| Helene Kottannerin                         | Helene Kottauer             | 1400           | Königreich Ungarn           | Königliche Kammerfrau und Schriftstellerin. |      |
| Isabel de Josa                             | Isabella de Joya Roseres    | um 1508        | Königreich Kastilien        | Humanistin, Latinistin, Philosophin und Spezialistin für die Theologie von Dun Scotus. |      |
| Isabella I.                                | Isabella of Castile         | 1451           | Königreich Kastilien        | Königin von Kastilien und León von 1474 bis 1504 und von 1479 bis 1504, als Gattin Ferdinands II., auch Königin von Aragón. |      |
| Isabella Losa                              | Isabella Losa               | 1491           | Krone von Aragonien         | Doktorin der Theologie. Gründerin eines Krankenhauses in Loreto in Italien. |      |
| Jean Gordon                                | Jane of Sutherland          | 1546           | Schottland                  | Reiche, schottische Adlige des Clan Gordon. Sie war die zweite Frau von James Hepburn, 4. Earl of Bothwell, der nach einer Scheidung von ihr der dritte Ehemann von Königin Maria Stuart wurde. Jean Gordon war insgesamt dreimal verheiratet. Mit der zweiten Ehe wurde sie Countess of Sutherland.                                                                                   |      |
| Johanna III.                               | Jeanne D’Albret             | 1528           | Königreich Navarra          | Gräfin von Rodez und Königin von Navarra. |      |
| Katharina II.                              | Catherine II                | 1729           | Russisches Kaiserreich      | Kaiserin von Russland, Herzogin von Holstein-Gottorf und ab 1793 Herrin von Jever. Sie ist die einzige Herrscherin, der in der Geschichtsschreibung der Beiname die Große verliehen wurde. Katharina II. ist eine Repräsentantin des aufgeklärten Absolutismus. |      |
| Katharina Pawlowna                         | Catherine Pavlovna          | 1788           | Königreich Württemberg      | Königin von Württemberg. |      |
| Katharina von Aragon                       | Catherine of Aragon         | 1485           | England                     | Königin von England als erste Frau von König Heinrich VIII. Vor ihrer Ehe mit Heinrich war sie als Ehefrau dessen älteren Bruders Arthur Prinzessin von Wales. |      |
| Kenau Simonsdochter Hasselaer              | Kenau Hasselaer             | 1526           | Spanische Niederlande       | Schiffbauerin, die bei der Belagerung von Haarlem im Achtzigjährigen Krieg die Verteidigung der Stadt durch 300 Frauen anführte. |      |
| Lilliard                                   | Lilliard                    | N/A            | Schottland                  | Lilliard soll 1545 in der Schlacht von Ancrum Moor gekämpft haben. Sie soll den Befehlshaber der Engländer getötet und den Schotten den Sieg gebracht haben. Sie kam in der Schlacht um. |      |
| Margaret Butler, Countess of Ormonde       | Margaret of Desmond         | 1473           | Irland                      | Gräfin von Ormonde, Gräfin von Ossory, Mitglied der Fitzgerald-Dynastie. |      |
| Margarete von Navarra                      | Margaret of Navarre         | 1492           | Königreich Navarra          | Tochter von Karl von Angoulême, ältere Schwester von König Franz I. von Frankreich, Herzogin von Alençon, Königin von Navarra, förderte Dichter, Künstler, Gelehrte und war selbst Schriftstellerin. Ihr bekanntestes Werk ist das Heptaméron. |      |
| Margarete von Österreich                   | Margaret of Austria         | 1480           | Österreichische Niederlande | Fürstin von Asturien, Herzogin von Savoyen, Statthalterin der habsburgischen Niederlande und eine der großen Musikmäzeninnen ihrer Zeit aus dem Geschlecht der Habsburger. |      |
| Margarethe I.                              | Margaret of Scandinavia     | 1353           | Dänemark                    | Herrscherin von Dänemark, Norwegen und Schweden, Begründerin des skandinavischen Reichsverbundes der rechtlich nie etablierten Kalmarer Union. |      |
| Philippe-Christine de Lalaing              | Maria-Christine de Lalaing  | 16. Jh.        | Tournai, Wallonien          | Tochter von Charles II. de Lalaing und Marie de Montmorency-Nivelle, Frau von Pierre de Melun, dem Gouverneur von Tournai, in dessen Abwesenheit sie 1581 die Stadt gegen Alexander Farnese, Herzog von Parma, verteidigte. |      |
| Marie de Cotteblanche                      | Maria de Coste Blanche      | um 1520        | Königreich Frankreich       | Adelige, studierte Sprachen, Philosophie, Naturwissenschaften und Mathematik, bekannt für ihre Übersetzungen von Werken aus dem spanischen in das französische. |      |
| Maria Theresia                             | Maria Theresa               | 1717           | Erzherzogtum Österreich     | Fürstin aus dem Hause Habsburg, Erzherzogin von Österreich und Königin u. a. von Ungarn (mit Kroatien) und Böhmen, zählte zu den prägenden Monarchen der Ära des aufgeklärten Absolutismus. |      |
| Maria von Ungarn                           | Mary of Hungary             | 1505           | Erzherzogtum Österreich     | Prinzessin von Kastilien, Österreich sowie Burgund, Königin von Böhmen und Ungarn, 1531 Statthalterin der Spanischen Niederlande. |      |
| Mary Sidney                                | Mary Sidney                 | 1561           | England                     | Als gelehrte adlige englische Schriftstellerin in Elisabethanischer Zeit Mittelpunkt eines Künstlerzirkels. |      |
| Oliva Sabuco                               | Oliva Sabuco                | 1562           | Königreich Toledo           | Schriftstellerin ganzheitlicher medizinischer Philosophie. |      |
| Pernette du Guillet                        | Penette de Guillet          | um 1520        | Königreich Frankreich       | Dichterin, die der sogenannten Lyoneser Dichterschule zugerechnet wird. |      |
| Philippa von Hennegau                      | Philippa of Hainault        | 1311           | England                     | Gemahlin König Eduards III. von England. |      |
| Sarah Churchill                            | Sarah Jennings              | 1660           | England                     | Jugendfreundin und enge Vertraute der Königin Anne und die Ehefrau von John Churchill, 1. Duke of Marlborough. Sie gehörte zu den einflussreichsten Frauen ihrer Zeit. |      |
| Sophie von Mecklenburg                     | Sophia of Mechlenberg       | 1557           | Dänemark                    | Königin von Dänemark. An Wissenschaft interessiert, war sie eine der gebildetsten Königinnen ihrer Zeit. Gegen Widerstand arrangierte sie die Ehen ihrer Kinder. Als fähige Verwalterin ihrer Witwengüter wurde sie sehr reich und tätigte Geldgeschäfte. |      |

Einzelnachweise
1. ↑  Brooklyn Museum: Elizabeth R. In: brooklynmuseum.org. Abgerufen am 27. Oktober 2019.